# Sport Due
Sport Due è stato un canale gratuito edito dal gruppo LT Multimedia, dedicato allo sport più specificamente a sport olimpici, basket e rugby.

## Storia
La partenza sperimentale del canale è avvenuta il 1º novembre 2013 ed era presente sulla piattaforma Tivùsat all'LCN 45 e sul digitale terrestre sull'LCN 61 sostituendo Sportitalia 2.
Dal 3 dicembre Giampaolo Trombetti è il coordinatore dei programmi e responsabile del canale.
Dal 1º gennaio 2014 avrebbe dovuto per 4 ore al giorno la programmazione di Marcopolo, canale dello stesso gruppo editoriale.
Dal 19 dicembre 2013 le trasmissioni di Sport Due, insieme a Sport Uno e Sport Tre Nuvolari, sono state sospese esclusivamente sul digitale terrestre in seguito alla revoca da parte della stessa LT della partnership con la società Sitcom Media riguardo alla fornitura del palinsesto dei tre canali, alla relativa distribuzione sui canali 60, 61, 62 del digitale terrestre e all'utilizzo dei propri marchi e brand. Le trasmissioni sono proseguite regolarmente su Tivùsat e sulla piattaforma streaming Italia Smart.
Il 20 dicembre 2013 Sport Uno, Sport Due e Sport Tre Nuvolari sul digitale terrestre sono stati sostituiti da Canale 60, Canale 61 e Canale 62.
Il 20 febbraio 2014 Sport Uno, Sport Due e Sport Tre Nuvolari hanno cessato le trasmissioni.

## Programmi

### Sport
- Snowboard

### Programmi sportivi
- Rudolf's Adventures
- Ironman

## Ascolti

### Share 24h* di Sport Due[6]
|      | Gennaio | Febbraio | Marzo | Aprile | Maggio | Giugno | Luglio | Agosto | Settembre | Ottobre | Novembre | Dicembre | Media anno |
| ---- | ------- | -------- | ----- | ------ | ------ | ------ | ------ | ------ | --------- | ------- | -------- | -------- | ---------- |
| 2013 | -       | -        | -     | -      | -      | -      | -      | -      | -         | -       | N.R.     | 0,02%    |            |
| 2014 | N.R.    | chiuso   | -     | -      | -      | -      | -      | -      | -         | -       | -        | -        | -          |

*Giorno medio mensile su target individui 4+